# Gennaro Gattuso
Gennaro „Rino“ Ivan Gattuso (* 9. Januar 1978 in Corigliano Calabro) ist ein ehemaliger italienischer Fußballspieler und heutiger ‑trainer der italienischen Nationalmannschaft.
Während seiner aktiven Zeit als Spieler gewann er mit der AC Mailand in den Spielzeiten 2002/03 und 2006/07 die UEFA Champions League. Außerdem spielte er bis 2010 in der italienischen Nationalmannschaft, mit der er 2006 in Deutschland Weltmeister wurde.

## Spielerkarriere

### Vereine

#### AC Perugia
Das Fußballspielen begann Gattuso, der aus einfachen kalabrischen Verhältnissen stammt, im Kindesalter am Strand von Schiavonea, einem Ortsteil seiner Geburtsstadt Corigliano Calabro in der Provinz Cosenza. 1994 verpflichtete ihn der damalige italienische Zweitligist AC Perugia. Nach dem Aufstieg von Perugia 1996 debütierte er am 22. Dezember desselben Jahres als Achtzehnjähriger in der Serie A.

#### Glasgow Rangers
1997 wechselte Gennaro Gattuso nach Schottland zu den Glasgow Rangers. Dort gewann er schnell die Anerkennung der Fans durch seine aggressive Spielweise, zu der die frühzeitige Rückeroberung des Balles im Mittelfeld zählte und die ihm den Spitznamen Braveheart einbrachte. Ein besonderes Verhältnis pflegte er zum damaligen Trainer der Rangers, Walter Smith, der nach Gattusos eigenen Worten wie ein „zweiter Vater“ für ihn war.
Smiths Nachfolger, Dick Advocaat, setzte Gattuso anfangs als Verteidiger ein; später fand Gattuso in seinem System jedoch keinen Platz mehr, weshalb er im Oktober 1998 für drei Millionen Pfund (umgerechnet etwa 4,35 Millionen Euro) zu Salernitana Calcio und damit zurück in sein Heimatland Italien wechselte.

#### AC Mailand

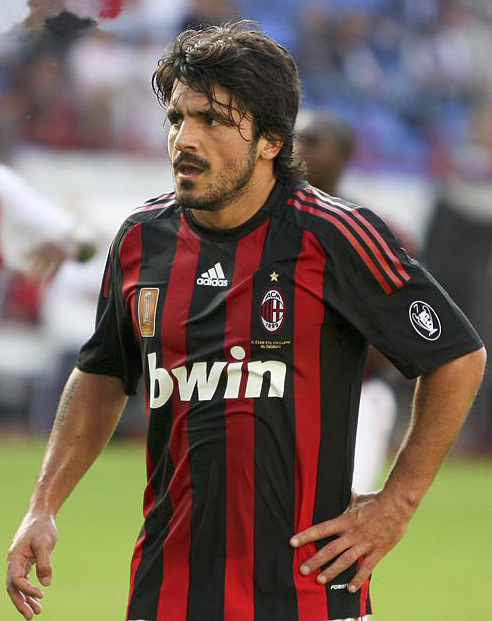
Gennaro Gattuso im Trikot der AC Mailand (2008)

Nach einem nur zehnmonatigem Engagement in Salerno wechselte Gattuso 1999 für umgerechnet etwa 11,6 Millionen Euro zur AC Mailand, mit dem er seine größten sportlichen Erfolge feierte. 2003 wurde er auf nationaler Ebene Pokalsieger und 2004 sowohl Meister als auch Gewinner des Supercups. Im gleichen Jahr bezwangen die „Rossoneri“ im Finale der Champions League den Ligakonkurrenten Juventus Turin mit 3:2 nach Elfmeterschießen. 2005 und 2007 stand Gattuso noch zweimal mit Mailand im Champions-League-Finale. In beiden Jahren war der FC Liverpool Gegner. 2005 verlor Mailand das Endspiel, revanchierte sich allerdings zwei Jahre darauf. Neben diesen Erfolgen gewann er mit Mailand 2007 den UEFA Super Cup sowie die FIFA-Klub-Weltmeisterschaft.
Zum Ende der Spielzeit 2007/08 kamen nach einem schlechten Saisonverlauf und der Verpflichtung von Mathieu Flamini Gerüchte über eine Trennung von Gattuso und der AC Mailand auf. Zudem zeigte der FC Bayern München ein vorübergehendes Interesse an der Verpflichtung Gattusos. Schließlich verlängerte Gattuso seinen Vertrag bei Mailand zu verbesserten Konditionen.

#### FC Sion
Zum Ende der Saison 2011/12 verließ Gattuso nach Auslaufen seines Vertrages nach 13 Jahren die AC Mailand und wechselte zum Schweizer Erstligisten FC Sion, bei dem er einen Zweijahresvertrag unterschrieb. Im Februar 2013 übernahm Gattuso nach einer 0:4-Niederlage kommissarisch die Aufgaben seines Trainer-Vorgängers Víctor Muñoz und fungierte somit als Spielertrainer. Muñoz behielt zwar offiziell das Amt, weil er im Gegensatz zu Gattuso die nötige Lizenz besaß, laut Klubführung sollte jedoch Gattuso als Kapitän bis auf weiteres die Angelegenheiten regeln. Ende März verpflichtete der Verein Arno Rossini als neuen Cheftrainer. Gattuso blieb zwar vorerst im Trainerteam, wurde jedoch gemeinsam mit Rossini mangels Erfolg am 13. Mai 2013 aus dem Traineramt entlassen.

### Nationalmannschaft

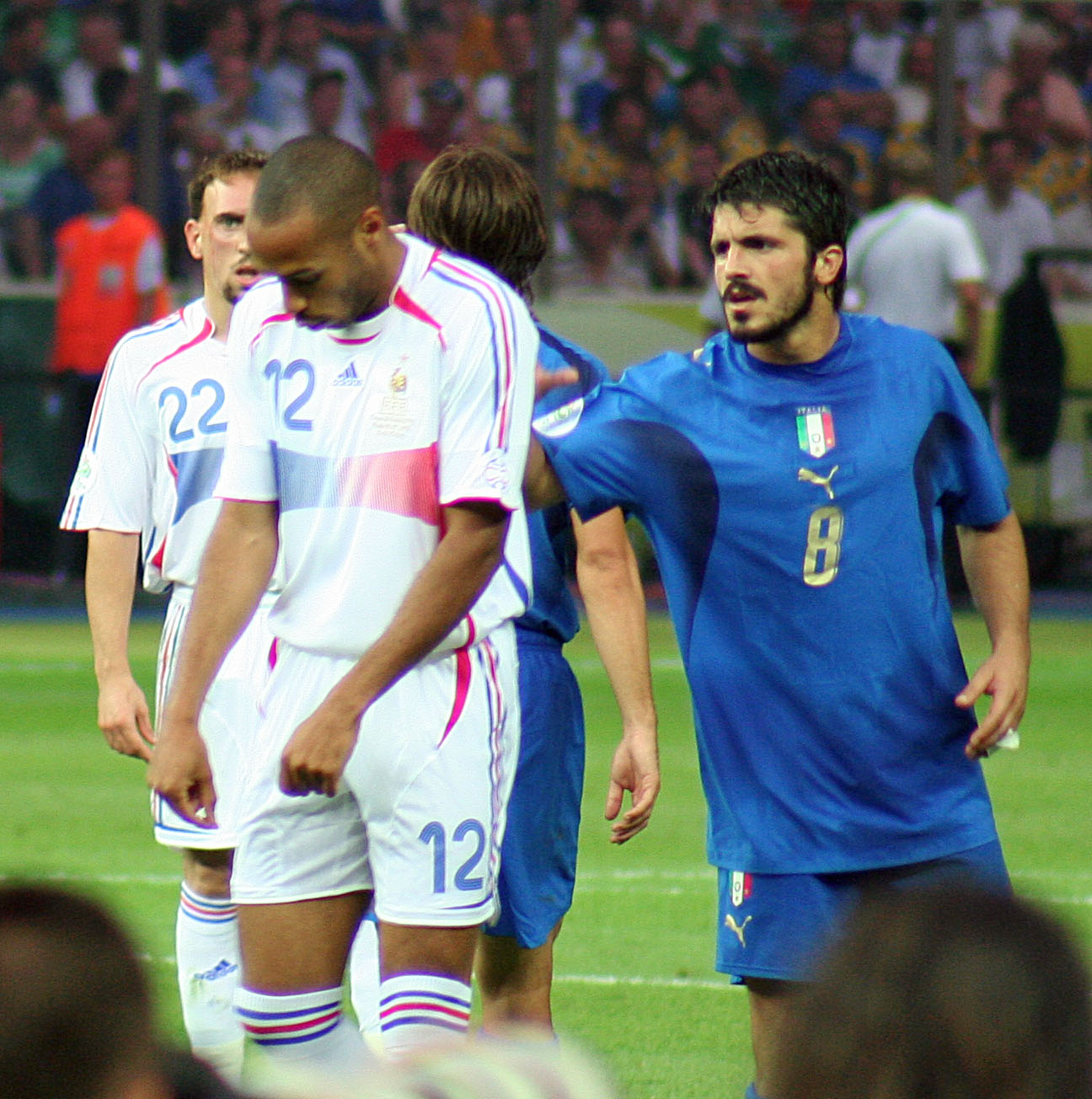
Gattuso im Trikot der italienischen Nationalmannschaft während des Finalspiels der Fußball-Weltmeisterschaft 2006

Gattuso nahm für Italien an der Fußball-Weltmeisterschaft 2002 in Japan und Südkorea und an der Fußball-Europameisterschaft 2004 in Portugal teil. Bei der Fußball-Weltmeisterschaft 2006 in Deutschland wurde er mit Italien unter Marcello Lippi Weltmeister. Nach dem Viertelfinalspiel Italiens gegen die Ukraine wurde er zudem zum „Man of the Match“ gewählt. Er war während des Turniers Sinnbild eines Teams, das weniger durch spielerische Fähigkeiten, sondern vielmehr durch einen Mannschafts- und Kampfgeist sowie Siegeswillen überzeugte. Nach der Weltmeisterschaft wurde er neben Gianluigi Buffon, Fabio Cannavaro, Gianluca Zambrotta, Andrea Pirlo, Francesco Totti und Luca Toni als siebter Italiener ins 23 Spieler umfassende All-Star-Team gewählt.
Nach der Fußball-Weltmeisterschaft 2010, bei der die Squadra Azzurra bereits in der Vorrunde ausschied, beendete Gattuso seine Nationalmannschaftskarriere.

### Erfolge als Spieler

#### Nationalmannschaft
- Weltmeisterschaft: 2006
- U-21-Europameisterschaft: 2000

#### AC Mailand
- Corigliano-Calabro Cup
- UEFA Champions League: 2002/03, 2006/07
- FIFA-Klub-Weltmeisterschaft: 2007
- UEFA Super Cup: 2003, 2007
- Italienische Meisterschaft: 2003/04, 2010/11
- Italienischer Pokal: 2002/03
- Italienischer Supercup: 2004, 2011

#### Persönliche Auszeichnungen
- All-Star-Team der Weltmeisterschaft 2006
- Offizier des Verdienstordens der Italienischen Republik: 2006

## Trainerkarriere
Nach dem kurzzeitigen Spielertrainer-Intermezzo beim FC Sion, bei dem er als Co-Trainer Luigi Riccio an seiner Seite hatte, war Gattuso zur Saison 2013/14 in seine Heimat zurückgegangen und übernahm das Amt des Cheftrainers bei der US Palermo, welche zuvor aus der Serie A abgestiegen waren. Nach nur sieben Punkten in sechs Spielen und dem 13. Platz in der Tabelle trennte sich der Verein am 25. September 2013 von Gennaro Gattuso.
Auch die nächste Trainerstation verlief für Gattuso nicht nach Wunsch: Bei OFI Kreta in der griechischen Super League trat er während seiner sechsmonatigen Amtszeit gleich zweimal zurück. Die Gründe waren die schweren finanziellen Turbulenzen, in denen der Klub zu dieser Zeit steckte. Nach dem ersten Rücktritt im Oktober 2014 ließ sich Gattuso nach einem Gespräch mit der Klubführung überreden, doch weiterzumachen. Am 30. Dezember 2014 schmiss er aber endgültig hin, nachdem ihm der Klub wiederholt sein Gehalt schuldig geblieben war. Wenige Monate später musste sich OFI Kreta aus dem laufenden Spielbetrieb der Liga zurückziehen.
Am 20. August 2015, kurz vor Beginn der neuen Saison, meldete der italienische Drittligist AC Pisa die Verpflichtung Gattusos als neuen Trainer. Pisa war in der vorhergegangenen Saison knapp an der Qualifikation zur Relegation zur Serie B gescheitert. Unter Gattuso gelang die Rückkehr in die zweithöchste italienische Spielklasse. Gattuso trat am 31. Juli 2017 aufgrund von „neuen, schweren, dauerhaften und inakzeptablen Problemen“ von seinem Traineramt zurück.
In der Woche nach der Trennung von Pisa gab die AC Mailand bekannt, dass Gattuso den Nachwuchs der Rossoneri übernehmen wird. Am 27. November 2017 übernahm Gattuso nach der Entlassung von Vincenzo Montella die erste Mannschaft der AC Mailand. Am 5. April 2018 verlängerte die AC Mailand den laufenden Vertrag mit Gattuso bis 2021. Nachdem die AC Mailand den Champions-League-Platz verpasst hatte, trat Gattuso zurück.
Am 11. Dezember 2019 übernahm Gattuso das Traineramt bei der SSC Neapel von seinem am Tag zuvor entlassenen Vorgänger Carlo Ancelotti. Bereits in seiner ersten Saison gelang es Gattuso mit seiner Mannschaft den Italienischen Pokal zu gewinnen. Nachdem die Qualifikation für die Champions League am letzten Spieltag der Saison 2020/21 verpasst worden war, verließ Gattuso den Verein.
Zur Saison 2021/22 wurde Gattuso Cheftrainer der AC Florenz, jedoch trennte man sich weniger als vier Wochen nach der Vertragsunterzeichnung und noch vor dem Trainingsstart.
Am 9. Juni 2022 gab der FC Valencia aus der spanischen Primera División die Verpflichtung Gattusos zur Saison 2022/23 bekannt. Von September 2023 bis Februar 2024 war er Trainer bei Olympique Marseille in der Ligue 1 in Frankreich. In der Saison 2024/25 fungierte Gattuso als Trainer beim kroatischen Erstligisten Hajduk Split. Der Vertrag wurde am Ende der Saison aufgelöst.
Am 15. Juni 2025 wurde Gattuso Trainer der italienischen A-Nationalmannschaft.

### Erfolge als Trainer

#### SSC Neapel
- Italienischer Pokal: 2019/20

#### AC Pisa
- Aufstieg in die Serie B: 2015/16

## Sonstiges
Gattusos rustikale Art hat ihm in Italien den liebevoll-spöttischen Spruch eingetragen: „Der Mensch stammt vom Gattuso ab.“ Er selbst beschrieb sich einmal als „hässlich wie die Schulden“ (im Original: „brutto come i debiti“).
Seinen Spitznamen „Ringhio“ (deutsch „Knurren“ oder „Knurrer“) konnte er allerdings lange Zeit nicht ausstehen.

## Privates
Gennaro Gattuso hat immer noch enge Beziehungen zu Glasgow. Seine langjährige Lebensgefährtin, die er dort kennengelernt hat, hat er geheiratet. Mittlerweile haben sie eine Tochter und einen Sohn. Der ehemalige deutsche Fußballprofi Cataldo Cozza ist einer seiner Cousins.